# Saliha Sultan (madre di Mahmud I)
Sebkati Saliha Sultan (turco ottomano: صالحه سلطان, lett. "la devota"; Serbia, 1680 circa – Costantinopoli, 21 settembre 1739), anche nota come Saliha Kadin, fu una concubina del sultano ottomano Mustafa II, e Valide Sultan di Mahmud I.

## Origini
Saliha nacque intorno al 1680. Era di origini serbe e il suo nome originale era Elizaveta. 
Rapita durante un'incursione, venne portata prima a Costantinopoli e poi a Edirne, dove entrò nell'harem del sultano ottomano Mustafa II. Nel 1696, divenne madre di Şehzade Mahmud, primo figlio maschio del sultano, assumendo il rango di Saliha Kadin.
Nel 1703 Mustafa II fu deposto a favore di suo fratello minore Ahmed III. Saliha venne confinata nel Palazzo Vecchio di Costantinopoli, e suo figlio rinchiuso nel Kafes di Palazzo Topkapi. Saliha usò gli anni per rafforzare le sue alleanze e la sua rete politica, in attesa del momento in cui suoi figlio sarebbe asceso al trono. In particolare, si assicurò l'appoggio di Hacı Beşir Agha, kızları agasi dell'harem. 
Entrambi vennero liberati nel 1730, quando Mahmud I divenne sultano dopo la deposizione di Ahmed nella rivolta Patrona Halil e sua madre Valide Sultan. 

## Valide Sultan
Saliha s'insediò come Valide Sultan a Palazzo Topkapi con una grande cerimonia. Nell'occasione, l'ambasciatore veneziano Angelo Emo le inviò in dono ventiquattro vesti, profumi, gioielli, specchi e altri doni.
Saliha sfruttò la sua posizione per sostenere suo figlio tramite le alleanze costruite negli anni precedenti. Divenne rapidamente influente e contribuì alla fioritura dell'Era dei tulipani, riempiendo il vuoto politico lasciato dalla morte di Gülnuş Sultan, madre di Mustafa II e Ahmed III. Era potente al punto che chi desiderava una carriera governativa per il figlio non lo mandava più nell'esercito, ma alla corte di Saliha.
Saliha presumibilmente consigliò Mahmud sulla scelta dei ministri durante i suoi primi anni di regno. Le rapide nomine e destituzioni di questi portarono ad accusare Saliha di eccessiva interferenza, e il Gran Visir Kabakulak Ibrahim Pasha, nel 1731, si lamentò di aver dovuto pagare una notevole somma alla Valide Sultan e al kızları agasi Hacı Beşir Agha per il loro favore. 

## Patrona dell'architettura
Saliha Sultan si distinse per le sue numerose commissioni architettoniche. 
Patrocinò la costruzione di oltre quaranta nuove fontane in tutta Costantinopoli, di cui una su un lato della moschea Yeni Valide a Üsküdar e un'altra a Silivrikapı. La fontana più bella che commissionò è la Fontana Azapkapı Saliha Sultan, nel 1732, considerata uno dei capolavori dell'architettura dell'acqua a Costantinopoli.  
A questa fontana è collegato un aneddoto: la madre di Mustafa II, Gülnüş Sultan, un giorno vide una ragazza piangere ad Azapkapı, mentre aspettava l'acqua.   
Quella ragazza era Saliha, che fu prima portata nell'harem e poi data al sultano come consorte. Dopo essere diventata Valide Sultan, giurò che avrebbe fatto sì che il quartiere in cui era cresciuta avesse acqua fresca a disposizione, e da qui la fontana. 
Si dedicò anche al restauro e all'ampliamento di moschee, fra cui: la Moschea araba di Galata nel 1734, a cui aggiunse un complesso di beneficenza e un fondo per le letture coraniche; la moschea Hacı Ömer a Çengelköy, che dotò di pulpito e minareto; la moschea Alaca Minare a Üsküdar e la moschea di Yerevan.

## Morte
Saliha Sultan morì a Costantinopoli, nel Palazzo Tırnakçı, il 21 settembre 1739, dopo una lunga malattia. Era stata trasferita nel Palazzo, più calmo, nella speranza che il riposo la rimettesse in salute. 
Venne sepolta nella Moschea Yeni Cami, nel mausoleo Turhan Sultan. 

## Discendenza
Da Mustafa II, Saliha Sultan ebbe almeno un figlio: 
- Mahmud I (Edirne, 2 agosto 1696 - Costantinopoli, 13 dicembre 1754). 24º Sultano dell'Impero ottomano.